# 洛克奇姆河
洛克奇姆河是俄羅斯的河流，屬於維切格達河的左支流，由科密共和國負責管轄，河道全長272公里，流域面積6,600平方公里，河水主要來自融雪，每年十月至翌年四月結冰。